# HarmonyOS 3
HarmonyOS 3 je třetí hlavní verze operačního systému HarmonyOS, vydaná 22. října 2022. HarmonyOS 3 získalo také pět modelů hodinek Huawei Watch, mezi ně patří:
- Huawei Watch 3
- Huawei Watch 3 Pro
- Huawei Watch GT 3
- Huawei Watch GT 3 Pro
- Huawei Watch GT Runner

Zdroj:

## Historie
HarmonyOS 3 byl představen na konferenci Huawei Developers Conference 2021, dne 22. října 2021 a spuštěn 27. července 2022.
Aktualizace na Harmony OS 3 měla přinést větší stabilitu a zvýšený výkon jádra systému pro lepší zážitek uživatele a nížší spotřebu energie. Nová verze měla také za cíl dosáhnout lepšího výkonu u více funkcí, kterou Huawei nazval Super Device, ta umožňuje konektivitu mezi chytrými zařízeními navzájem. 
Systém zahrnuje služby Huawei, jako jsou Huawei Mobile Services (HMS) pro vlastní (nativní) aplikace HarmonyOS Harmony Ability Packages (HAP),hlasového asistenta Celia a servisní centrum. Od úrovně API 8, jenž systém podporuje, mohou aplikace běžet na HarmonyOS i OpenHarmony současně v jednom jednotném vývojovém prostředí jako jeden projekt.
Společnost Huawei si kladla za cíl postupně uvolňovat třetí verzi operačního systému na starší zařízení a na nové modely chytrých telefonů a tabletů jí vydávat do dvou měsíců po jejím vydání.

## Nové funkce
Oproti starším verzím HarmonyOS získal nové funkce jako například:
- Vylepšená komunikace
- Přidáno rozhraní pro dotazovací aplikaci[6]
- Automatické rozvržení na domovské obrazovce přizpůsobení za pomoci umělé inteligence.[7]
- Dětský režim: nová podpora pohybových fyzických her pomocí pohybových senzorů kamery.[8]
- Lepší synchronizace
- nová funkce Super Home Screen, což je rozšíření funkcí zařízení představených na HMOS 2, které uživatelům umožňuje sdílet aplikaci mobilní domovské obrazovky na jejich zařízení s operačním systémem HarmonyOS. Podobně jako sdílený multitasking aplikací na HarmonyOS 2 na zařízeních poháněných HarmonyOS.[9]
- Systém vylepšuje a optimalizuje připojení Bluetooth pomocí nové ikony stavu.[10]